# Aphnaeus ogadenensis
Aphnaeus ogadenensis är en fjärilsart som beskrevs av Jackson 1966. Aphnaeus ogadenensis ingår i släktet Aphnaeus och familjen juvelvingar. Inga underarter finns listade i Catalogue of Life.